# Суховерково (Тверська область)
Суховерково (рос. Суховерково) — пгт в Калінінському районі Тверської області Російської Федерації.
Населення становить 603 особи. Входить до складу муніципального утворення посёлок Суховерково.

## Історія
Від 2005 року входить до складу муніципального утворення посёлок Суховерково.

## Населення
| 1959 | 1970  | 1979  | 1989 | 2002 | 2009 | 2010 |
| ---- | ----- | ----- | ---- | ---- | ---- | ---- |
| 1652 | ↘1176 | ↘1086 | ↘973 | ↘729 | ↘511 | ↗670 |
| 2012 | 2013  | 2014  | 2015 | 2016 | 2017 | 2018 |
| ↘649 | ↘629  | ↘615  | ↗626 | ↘625 | ↘623 | ↗630 |
| 2019 | 2020  | 2021  |      |      |      |      |
| ↘627 | ↘626  | ↘603  |      |      |      |      |